# Clite
En la mitología griega, el nombre Clite o Cleite (en griego antiguo: Κλείτη) puede referirse a:
- Clite, una hija de Mérope de Percote, esposa de Cícico. Cuando su marido murió a manos de los argonautas, se anudó una cuerda al cuello y se ahorcó. Con las lágrimas que derramaron las ninfas por su muerte las diosas crearon una fuente llamada Clite en su memoria.[1] En otra versión la fuente se forma con sus propias lágrimas.[2][3]

- Clite, una hija de Dánao y de Menfis, casada con Clito, hijo de Egipto y Tiria. Asesinó, al igual que sus hermanas, a su marido en la noche de bodas.[4]

- Clite, la que con Erilao, engendró a Melanión. Su hijo fue uno de los defensores de Troya, y fue asesinado por Ántifo.[5]

- Clite, una ménade seguidora del dios Dioniso en su campaña india.[6]